# NGC 958
NGC 958 je galaksija u zviježđu Kit.

## Vanjske poveznice
- SEDS: NGC 958